# Акрабський сільський округ
Акра́бський сільський округ (каз. Ақраб ауылдық округі, рос. Акрабский сельский округ) — адміністративна одиниця у складі Хобдинського району Актюбінської області Казахстану. Адміністративний центр та єдиний населений пункт — село Акраб.
Населення — 607 осіб (2021; 901 у 2009, 2150 у 1999, 3577 у 1989).
Станом на 1989 рік існувала Акрабська сільська рада (села Акраб, Аксай, Карабулак). Село Карабулак було ліквідовано 2012 року.

## Склад
До складу округу входять такі населені пункти:
| Населений пункт   | Населення, осіб (1989) | Населення, осіб (1999) | Населення, осіб (2009) | Населення, осіб (2021) |
| ----------------- | ---------------------- | ---------------------- | ---------------------- | ---------------------- |
| Акраб, село       | 2982                   | 1926                   | 856                    | 607                    |
| --Карабулак, село | 313                    | 224                    | 45                     | -                      |
| Аксай, село       | 282                    | -                      | -                      | -                      |